# Тызырачево
Тызырачево (сибирскотат. 
Тызырач) — деревня в Шегарском районе Томской области. Входит в состав Анастасьевского сельского поселения.

## История
Первые упоминания относятся к XVII веку. Изначально в Тызырачево проживали сибирские татары, которые к началу 21 века полностью обрусели.
По переписи 1897 года здесь проживало 161 человек из них 137 татары и 24 русских.
В 1926 году состояла из 57 хозяйств, основное население — русские. В составе Маркеловского сельсовета Богородского района Томского округа Сибирского края.

## Население
| 1920 | 1926 | 2002 | 2010 | 2012 | 2013 | 2014 |
| ---- | ---- | ---- | ---- | ---- | ---- | ---- |
| 238  | ↗289 | ↘53  | ↘42  | ↘39  | →39  | ↘36  |
| 2015 | 2021 |      |      |      |      |      |
| ↗37  | ↗65  |      |      |      |      |      |

Национальный состав
По переписи 1897 года основным населением были обские татары.
Согласно результатам переписи 2002 года, в национальной структуре населения русские составляли 94 %.